# 꺼우응앙현
꺼우응앙현(베트남어: Huyện Cầu Ngang / 縣梂昂)은 베트남 메콩강 삼각주 짜빈성의 현이다.

## 행정 구역
꺼우응앙현은 2시진, 13사를 관할하고 있다.

### 시진
- 꺼우응앙 시진 (Thị trấn Cầu Ngang, 梂昂市鎭)
- 미롱 시진 (Thị trấn Mỹ Long, 美隆市鎭)

### 사
- 히엡호아 사 (Xã Hiệp Hòa, 協和社)
- 히엡미동 사 (Xã Hiệp Mỹ Đông, 協美東社)
- 히엡미떠이 사 (Xã Hiệp Mỹ Tây, 協美西社)
- 낌호아 사 (Xã Kim Hòa, 金和社)
- 롱선 사 (Xã Long Sơn, 隆山社)
- 미호아 사 (Xã Mỹ Hòa, 美和社)
- 미롱박 사 (Xã Mỹ Long Bắc, 美隆北社)
- 롱남 사 (Xã Mỹ Long Nam, 美隆南社)
- 니쯔엉 사 (Xã Nhị Trường, 二長社)
- 타인호아선 사 (Xã Thạnh Hòa Sơn, 盛和山社)
- 투언호아 사 (Xã Thuận Hòa, 順和社)
- 쯔앙토 사 (Xã Trường Thọ, 長壽社)
- 빈낌 사 (Xã Vĩnh Kim, 永金社)